# Lloyd Cole and the Commotions
Lloyd Cole and the Commotions é uma banda escocesa do Reino Unido de pop rock formada na cidade de Glasgow em 1982. Entre 1984 e 1989, a banda conseguiu alcançar o "Top 20 dos álbuns mais vendidos do Reino Unido", além de receber críticas positivas para o seu álbum de estréia, Rattlesnakes.

## Membros
- Lloyd Cole - vocal, guitarra
- Blair Cowan - teclado
- Lawrence Donegan - baixo
- Neil Clark - guitarra
- Stephen Irvine - bateria

## Discografia

### Álbuns de estúdio
- Rattlesnakes (1984, No. 13 UK)
- Easy Pieces (1985, No. 5 UK)
- Mainstream (1987, No. 9 UK)

### Ao vivo
- Live at the BBC, Volume 1 (1984)
- Live at the BBC, Volume 1 (1986)
- Live at the Apollo, London (2004)

### Compilações
- 1984-1989 (1989)
- Lloyd Cole. The Commotions. The Singles (2004)